# Wilhelm Sievers (Geograph)

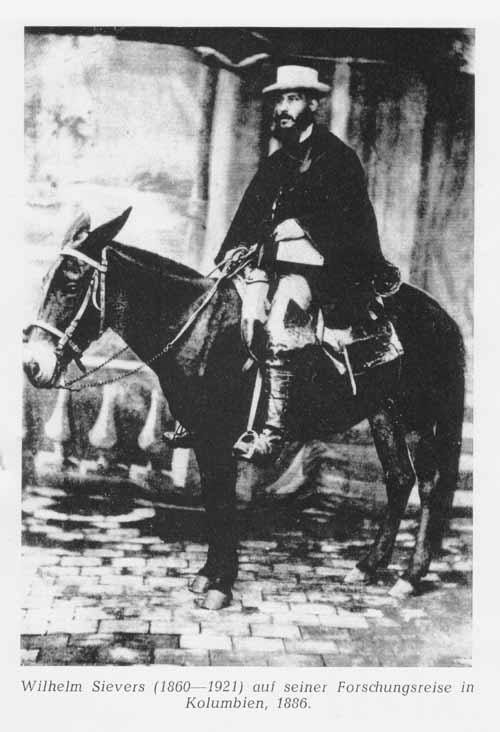
Wilhelm Sievers auf seiner ersten Forschungsreise in Kolumbien (1886)

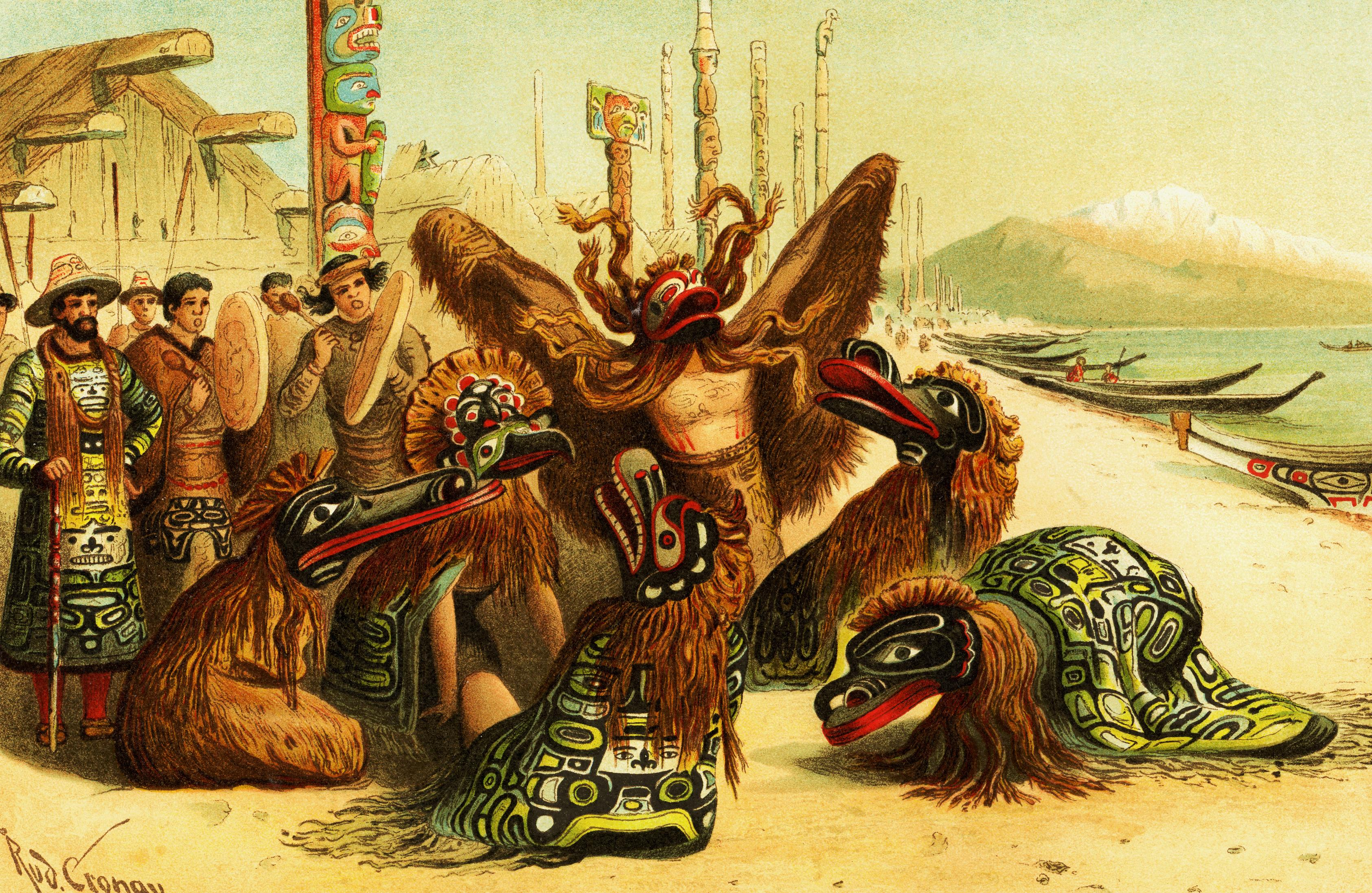
Nuxalk-Indianer, Chromolithografie nach einer Zeichnung von Rudolf Cronau aus der ersten Ausgabe der Allgemeinen Länderkunde, Band Amerika (1895).

Friedrich Wilhelm „Willy“ Sievers (* 3. Dezember 1860 in Hamburg; † 11. Juni 1921 in Gießen) war ein deutscher Geograph und Professor der Geographie an der Gießener Universität sowie Geheimer Hofrat. Sein offizielles botanisches Autorenkürzel lautet „W.Siev.“

## Leben und Werk
Nach Abitur an der Gelehrtenschule des Johanneums studierte Sievers an der Universität Jena vor allem Geschichte, an der Universität Göttingen Geographie. Die Dissertation, die er bei Hermann Wagner in Göttingen anfertigte, beendete er 1882. Nach der Promotion beschäftigte sich Sievers an der Universität Leipzig bei Ferdinand von Richthofen Ferdinand Zirkel, Hermann Credner mit Geologie, Petrographie, Meteorologie und Physischer Geographie.
In Göttingen erlernte Sievers Spanisch und bereiste 1884 bis 1886 Venezuela und Kolumbien. Er erhielt den Auftrag der Berliner Geographischen Gesellschaft, in Nordkolumbien die Sierra Nevada de Santa Marta zu untersuchen. Während der Reise führte er die Erstbesteigung des Pico Pan de Azúcar (4680 m) nahe Mérida durch. Nach seiner Rückkehr habilitierte er sich 1887 an der Universität Würzburg und wechselte 1890 nach Gießen. Sievers wurde dort 1891 zum außerordentlichen Professor und 1903 zum Ordinarius ernannt und verstarb im Amt. Trotz venezolanischer Bürgerkriegswirren unternahm er von 1891 bis 1892/93 seine zweite Forschungsreise. Er besuchte Puerto Rico, erforschte den Aufbau des venezolanischen Gebirgslandes und führte Exkursionen in die östlichen Llanos durch.
1909 führte Sievers eine dritte Forschungsreise in die Hochlande von Peru und Ecuador durch. Hier konnte er weitere Spuren früher Vergletscherung dokumentieren. Er bestimmte als erster die Quelle des Marañons, des größten Quellflusses des Amazonas.
Wilhelm Sievers war Neffe von Eduard Wilhelm Sievers, Cousin 2. Grades von Gustav Sievers und Großneffe von Gottlob Reinhold Sievers. 
Er gab die groß angelegten Allgemeinen Länderkunde in vier Ausgaben (1891–1935) beim Bibliographischen Institut heraus, das über mehrere Jahrzehnte international das Standardwerk der Geographie war. Eine russische Übersetzung der ersten Auflage erschien zwischen 1902 und 1908. Sievers war 1896 Gründer und (bis 1908) Vorsitzender der Gesellschaft für Erd- und Völkerkunde zu Giessen. Er leitete die Redaktion der Schriftserie des Vereins, Geographische Mitteilungen aus Hessen (I-VI, Gießen 1900–1911).
Im Jahr 1887 wurde er zum Mitglied der Leopoldina gewählt.

## Veröffentlichungen (Auswahl)

### Südamerika
- Reise in der Sierra Nevada de Santa Marta, 1887
- Venezuela, 1888
- Die Cordillere von Mérida, nebst Bemerkungen über das Karibische Gebirge, 1888 (Digitalisat der Sächsischen Landesbibliothek – Staats- und Universitätsbibliothek Dresden)
- Zweite Reise in Venezuela in den Jahren 1892–93, 1896
- Die Quellen des Marañon-Amazonas, 1910
- Reise in Peru und Ekuador, Ausgeführt 1909, 1914

### Allgemeine Länderkunde
Hauptartikel: Allgemeine Länderkunde
- Allgemeine Länderkunde: Erste Ausgabe in fünf Bänden, 1891–95
- Allgemeine Länderkunde: Zweite Ausgabe in sechs Bänden, 1901–05
- Allgemeine Länderkunde: Kleine Ausgabe in zwei Bänden, 1907
- Allgemeine Länderkunde: Dritte Ausgabe in sechs Bänden, 1914 (Auf Grund des Kriegsausbruches unvollständige Ausgabe)
- Allgemeine Länderkunde: Begr. von W. Sievers, Dritte/vierte Ausgabe, 1924–35

### Sonstiges
- Über die Abhängigkeit der jetzigen Konfessionsverteilung in Südwestdeutschland von den früheren Territorialgrenzen (Dissertation, 15. Februar 1882), Göttingen 1884.
- Zur Kenntnis des Taunus, Stuttgart, 1891